# Plantago moorei
Espèce
Classification phylogénétique
Statut de conservation UICN

 EN B1ab(i,ii,iii,v)+2ab(i,ii,iii,v) : En danger
Plantago moorei est une espèce de plantes de la famille des Plantaginaceae. Ce plantain est une espèce endémique qui pousse sur un site de 100 × 50 m sur une plage de l'ouest des îles Falkland. Cette espèce est menacée par l'exploitation agricole.